# Woiwodschaft Gorzów
Die Woiwodschaft Gorzów war in den Jahren 1975 bis 1998 eine polnische Woiwodschaft, die im Zuge einer Verwaltungsreform in der heutigen Woiwodschaft Lebus aufging. Ihre Hauptstadt war das namensgebende Gorzów Wielkopolski (Landsberg an der Warthe).
Bedeutende Städte waren (Einwohnerzahlen von 1995):
- Gorzów Wlkp. (124.900)
- Międzyrzecz (20.300)
- Słubice (18.000)